# Мала Мача
Мала Мача (слч. Malá Mača) насељено је мјесто са административним статусом сеоске општине (слч. obec) у округу Галанта, у Трнавском крају, Словачка Република.

## Становништво
| Година:    | 1994. | 2004. | 2014.   | 2024.   |
| ---------- | ----- | ----- | ------- | ------- |
| Број људи: | 0     | 600   | 598     | 607     |
| Разлика:   |       | –     | -0,33 % | +1,50 % |

| Година:    | 2023. | 2024.   |
| ---------- | ----- | ------- |
| Број људи: | 606   | 607     |
| Разлика:   |       | +0,16 % |

Према подацима о броју становника из 2024. године насеље је имало 607 становника.